# Celastrina nunenmacheri
Celastrina nunenmacheri är en fjärilsart som beskrevs av Embrik Strand 1921. Celastrina nunenmacheri ingår i släktet Celastrina och familjen juvelvingar. Inga underarter finns listade i Catalogue of Life.